# Nikolaï Machtchenko
Nikolaï Machtchenko (ukrainien : Микола Павлович Мащенко ; russe : Николай Павлович Мащенко), né le 12 janvier 1929 à Melovatka (uk) (Raïon de Svatove, oblast de Vorochilovgrad) et mort le 2 mai 2013 à Kiev, est un réalisateur, scénariste et metteur en scène soviétique et ukrainien. Il est nommé artiste du peuple de la RSS d'Ukraine (ru) en 1983.

## Biographie
Nikolaï Pavlovitch Machtchenko est né le 12 janvier 1929 dans le village de Melovatka (aujourd'hui district de Svatovsky, Oblast de Louhansk en Ukraine). En 1950, il est diplômé du département d'interprétation de l'Institut de théâtre de Kharkov (uk), puis du département de mise en scène du même institut (1953).
Il a travaillé comme metteur en scène de théâtre. Depuis 1957, il est directeur, scénariste et acteur du studio Dovjenko à Kiev. Il enseigne à l'Institut d'État Karpenko-Kary de l'art théâtral de Kiev. Depuis 1969, il est secrétaire du conseil d'administration de l'Union des directeurs de la photographie d'Ukraine et, de 1987 à 2004, directeur général du studio Dovjenko à Kiev.
Il est membre du PCUS depuis 1962.
Président du comité des prix Chevtchenko (1996-99). Membre de l'Union des directeurs de la photographie et de l'Union des écrivains d'Ukraine. Membre fondateur de l'Académie ukrainienne des arts depuis décembre 1996, membre du présidium et académicien-secrétaire du département d'art cinématographique de l'Académie ; il est également académicien de l'Académie ukrainienne de télévision.
À l'époque, l'artiste pensait que le cinéma ukrainien, bien qu'il ait traversé de mauvaises périodes, ne pouvait pas complètement tomber en décrépitude. Un diplôme portant l'inscription « Oscar » était accroché dans son bureau. Il confirmait que, pour la première fois dans l'histoire du studio de cinéma Dovjenko, le film Un ami du défunt avait été nommé pour ce prix prestigieux, bien qu'il ait été battu par des concurrents.
Décédé le 2 mai 2013 à Kiev,. Le mardi 7 mai, une cérémonie d'adieu a été organisée à la Maison du cinéma de Kiev, et il a été enterré au cimetière Baïkov le même jour.

## Filmographie
- 1961 : Radost moïa (Радость моя)
- 1963 : Novelly Krasnogo doma (Новеллы Красного дома)
- 1965 : Khotchou verit (ru) (Хочу верить)
- 1966 : Vsioudou est nebo (ru) (Всюду есть небо)
- 1968 : Rebionok (ru) (Ребёнок)
- 1969 : Les Commissaires[5] (Комиссары)
- 1971 : Idou k tebe... (ru) (Иду к тебе...)
- 1975 : Et l'acier fut trempé (Как закалялась сталь)
- 1979 : Le Chemin de Sofia (Пътят към София)
- 1980 : Ovod (Овод)
- 1983 : Karastoïanovy (ru) (Карастояновы)
- 1983 : Parijskaïa drama (uk) (Парижская драма)
- 1985 : Nakanoune (uk) (Накануне)
- 1986 : Mama, rodnaïa, lioubimaïa... (uk) (Мама родная, любимая)
- 1987 : Vsio pobejdaïet lioubov (uk) (Всё побеждает любовь)
- 1988 : Zona (uk) (Зона)
- 1992 : Mariage avec la mort (uk)[6] (Вінчання зі смертю)
- 2006 : Bogdan-Zinovi Khmelnitski (uk) (Богдан-Зиновій Хмельницький)